# Ian Luccas
Ian Luccas Baroni Boetto (Ribeirão Preto, 11 febbraio 2003) è un calciatore brasiliano, centrocampista della Ferroviária in prestito dal Cruzeiro.

## Carriera

### Club
Luccas è entrato a far parte del settore giovanile della Ferroviária nel 2018, dopo aver giocato in quelli di Rio Preto, Palmeiras e Portuguesa Santista. Ha debuttato in prima squadra il 14 ottobre 2020, subentrando nel corso dell'incontro di Série D vinto per 3-1 contro il Cabofriense. Ha realizzato la sua prima rete con la squadra il 28 agosto 2021, nell'incontro casalingo vinto per 2-1 contro il Caldense.
Il 16 agosto 2022 è stato ceduto in prestito con diritto di riscatto al Cruzeiro per una stagione. Inizialmente aggregato alla formazione Under-20, ad inizio 2023 è stato promosso in prima squadra dal tecnico Paulo Pezzolano. Il 13 aprile è stato acquistato a titolo definitivo dal club biancoblu, con cui ha sottoscritto un contratto fino al 2027. Ha debuttato in Série A il 25 giugno, sostituendo Machado nell'incontro vinto per 1-0 contro il San Paolo.

### Nazionale
Ha giocato nella nazionale brasiliana Under-20.

## Statistiche

### Presenze e reti nei club
Statistiche aggiornate al 20 ottobre 2023.
| Stagione        | Squadra         | Campionato      | Campionato | Campionato | Coppe nazionali | Coppe nazionali | Coppe nazionali | Coppe continentali | Coppe continentali | Coppe continentali | Altre coppe | Altre coppe | Altre coppe | Totale | Totale | Totale |
| Stagione        | Squadra         | Comp            | Pres       | Reti       | Comp            | Pres            | Reti            | Comp               | Pres               | Reti               | Comp        | Pres        | Reti        | Pres   | Reti   |        |
| --------------- | --------------- | --------------- | ---------- | ---------- | --------------- | --------------- | --------------- | ------------------ | ------------------ | ------------------ | ----------- | ----------- | ----------- | ------ | ------ | ------ |
| 2020            | Ferroviária     | A1/SP+D         | 0+1        | 0          | CB              | 0               | 0               |                    | -                  | -                  | CP          | 10          | 0           | 11     | 0      |        |
| 2021            | Ferroviária     | A1/SP+D         | 0+11       | 1          |                 | -               | -               |                    | -                  | -                  |             | -           | -           | 11     | 1      |        |
| 2022            | Ferroviária     | A1/SP+D         | 2+0        | 0          | CB              | 0               | 0               |                    | -                  | -                  |             | -           | -           | 2      | 0      |        |
| 2023            | Cruzeiro        | M1/MG+A         | 9+5        | 0          | CB              | 0               | 0               |                    | -                  | -                  |             | -           | -           | 14     | 0      |        |
| Totale carriera | Totale carriera | Totale carriera | 27         | 1          |                 | 0               | 0               |                    | -                  | -                  |             | 10          | 0           | 37     | 1      |        |